# آلدو دوشر
آلدو دوشر (انگلیسی: Aldo Duscher؛ زادهٔ ۲۲ مارس ۱۹۷۹) بازیکن فوتبال اهل آرژانتین است.
از باشگاه‌هایی که در آن بازی کرده‌است می‌توان به باشگاه فوتبال سویا، باشگاه ورزشی بارسلونا، باشگاه فوتبال نیولز اولد بویز، باشگاه فوتبال دپورتیوو لاکرونیا، باشگاه فوتبال راسینگ سانتاندر، باشگاه فوتبال اسپورتینگ پرتغال، باشگاه فوتبال اسپانیول، باشگاه فوتبال انوسیس نئون پارالیمنی، و باشگاه فوتبال ویرا اشاره کرد.
وی همچنین در تیم‌های ملی فوتبال Argentina national under-17 football team، زیر ۲۰ سال آرژانتین، زیر ۲۳ سال آرژانتین، و آرژانتین بازی کرده‌است.